# Gymnastique
 (juillet 2008).
Si vous disposez d'ouvrages ou d'articles de référence ou si vous connaissez des sites web de qualité traitant du thème abordé ici, merci de compléter l'article en donnant les références utiles à sa vérifiabilité et en les liant à la section « Notes et références ».
La gymnastique (ou dans le langage courant simplement gym, par apocope) est un terme générique qui regroupe aujourd'hui des formes très diverses de disciplines sportives, pratiquées pour le loisir ou la compétition : gymnastique artistique, gymnastique rythmique, trampoline, gymnastique acrobatique, gymnastique aérobic, tumbling, teamgym. Le terme est aussi appliqué à des formes d'activités dites gymniques, plus ou moins liées à la santé ou à la condition physique des personnes la pratiquant, telles que l'aquagym ou le fitness.
Lors des compétitions, les gymnastes sont notés par des juges qui reçoivent une formation, spécifique selon la fédération concernée, validée par un examen. C'est un sport difficile!

## Historique

### Grèce antique
Le mot gymnastique vient du grec γυμνός (prononcé gumnós), qui signifie « nu » ; le gymnase (γυμνάσιον gumnásion) était le lieu où l’on s’exerçait nu. Le terme gymnastique, en Grèce antique, avait deux acceptions. La première concernait les jeunes gens s'entraînant à la palestre. Dans ce cas, le terme englobait les exercices d'assouplissement et d'échauffement préparant à l'athlétisme (athlète provient du grec ἆθλος âthlos, qui signifie « lutte, combat »). Ces épreuves étaient un résumé des exercices militaires. La gymnastique de compétition, disputée lors des Jeux olympiques, regroupait les disciplines suivantes :
- course à pied :
  - stadion (course d'un stade, soit 600 pieds, soit environ 200 m),
  - diaulos (course de deux stades),
  - dolikhos (course de fond de 7, 12, 20 voire 24 stades),
  - course en armes (avec casque et bouclier, les cnémides ne sont plus portées depuis -450) ;
- course de chars ;
- saut en longueur ;
- lancer du disque ;
- lancer du javelot ;
- pugilat ;
- lutte ;
- pancrace.

Platon dans ses Lois divise la gymnastique en deux : la danse et la lutte.

### Gymnastique contemporaine

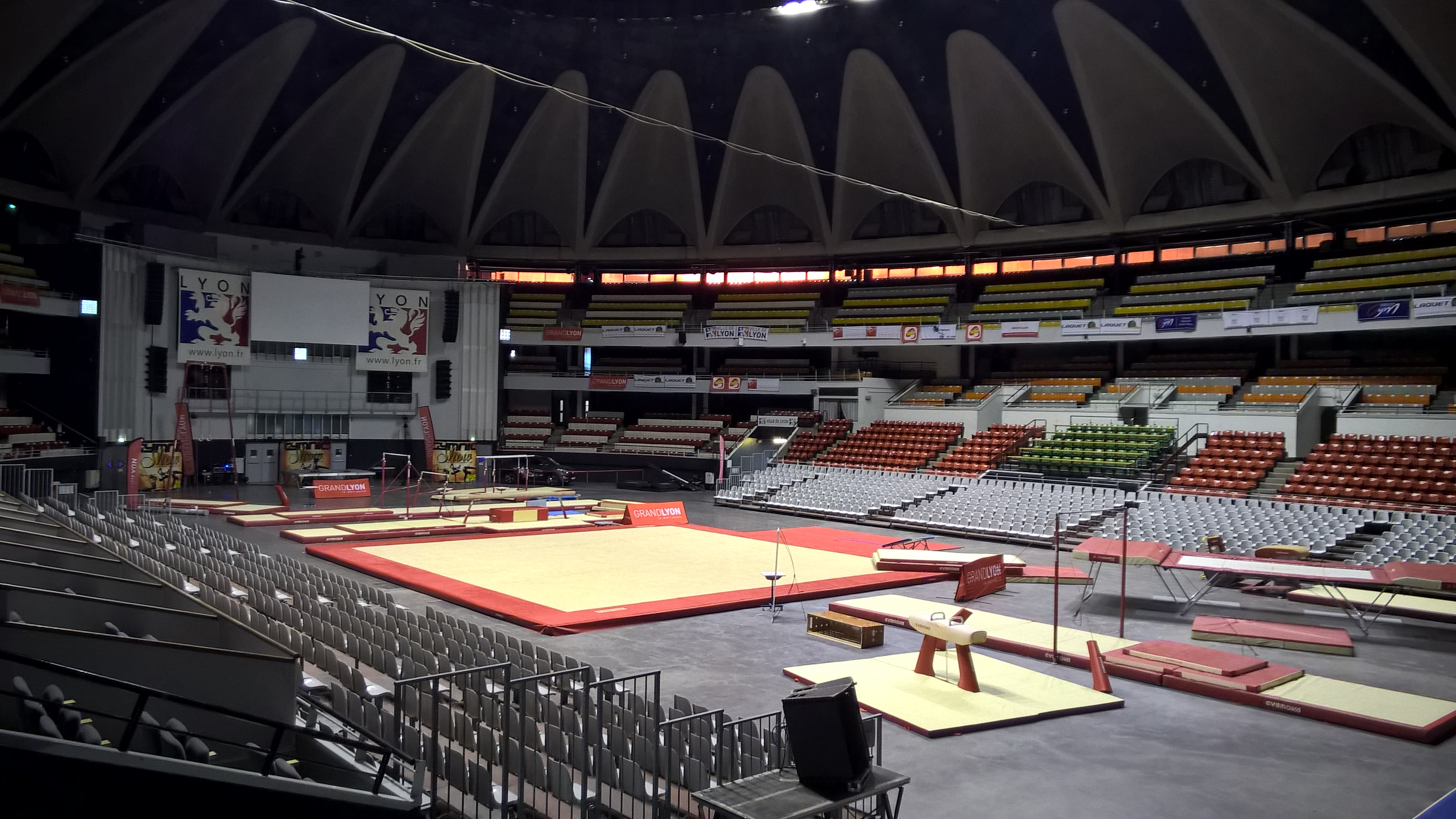
Palais des sports de Lyon, configuré pour des épreuves de gymnastique.

Durant l'ère contemporaine, au début du XIXe siècle, l'Allemand Friedrich Ludwig Jahn est le promoteur de la gymnastique moderne. La Fédération internationale de gymnastique (FIG) reconnaît sept disciplines :
- la gymnastique pour tous (GFA, sigle de l'anglais Gymnastics for all) ;
- la gymnastique artistique masculine (GAM) composée de six agrès :
  - le sol,
  - le cheval d'arçons,
  - les anneaux,
  - le saut de cheval (table de saut),
  - les barres parallèles,
  - la barre fixe ;
- la gymnastique artistique féminine (GAF) composée de quatre agrès :
  - le sol,
  - le saut de cheval (table de saut),
  - les barres asymétriques,
  - la poutre ;
- la gymnastique rythmique (GR) ;
- le trampoline ;
- l'aérobic ;
- la gymnastique acrobatique.

À cela s'ajoutent différentes disciplines, masculines, féminines ou mixtes comme le tumbling, le teamgym (discipline uniquement européenne).
Il existe diverses fédérations nationales et internationales de gymnastique. Selon les fédérations, les performances réalisées ne sont pas évaluées sur les mêmes critères ou notations et le déroulement des compétitions et de l'entrainement peuvent diverger. En France, il y a par exemple la Fédération française de gymnastique (FFG) ou encore l'Union française des œuvres laïques d'éducation physique (UFOLEP).

### Galerie photo

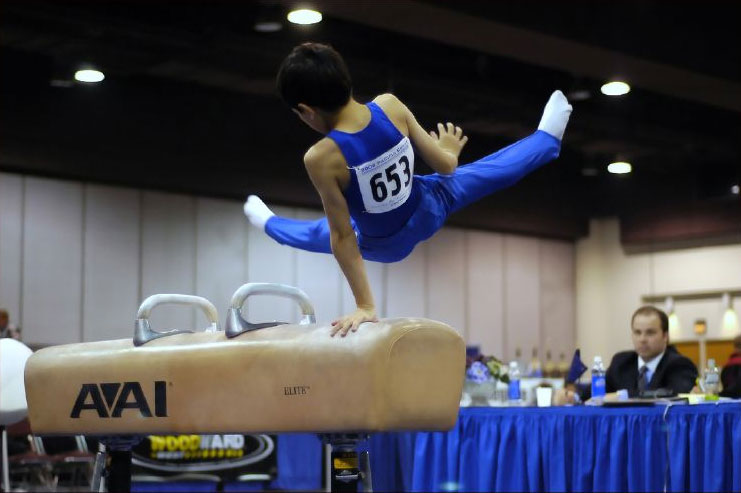
Gymnastique artistique masculine : cheval d'arçons.
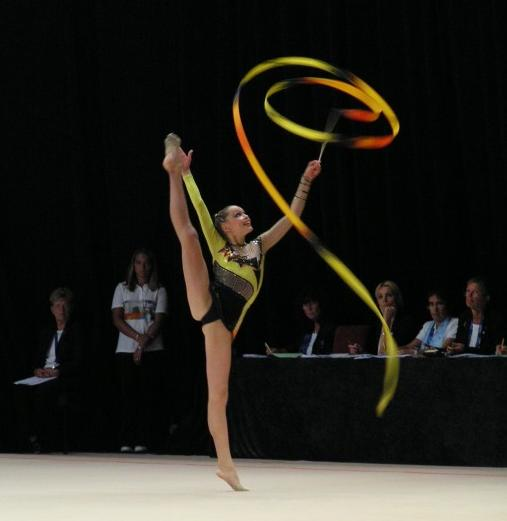
Gymnastique rythmique.
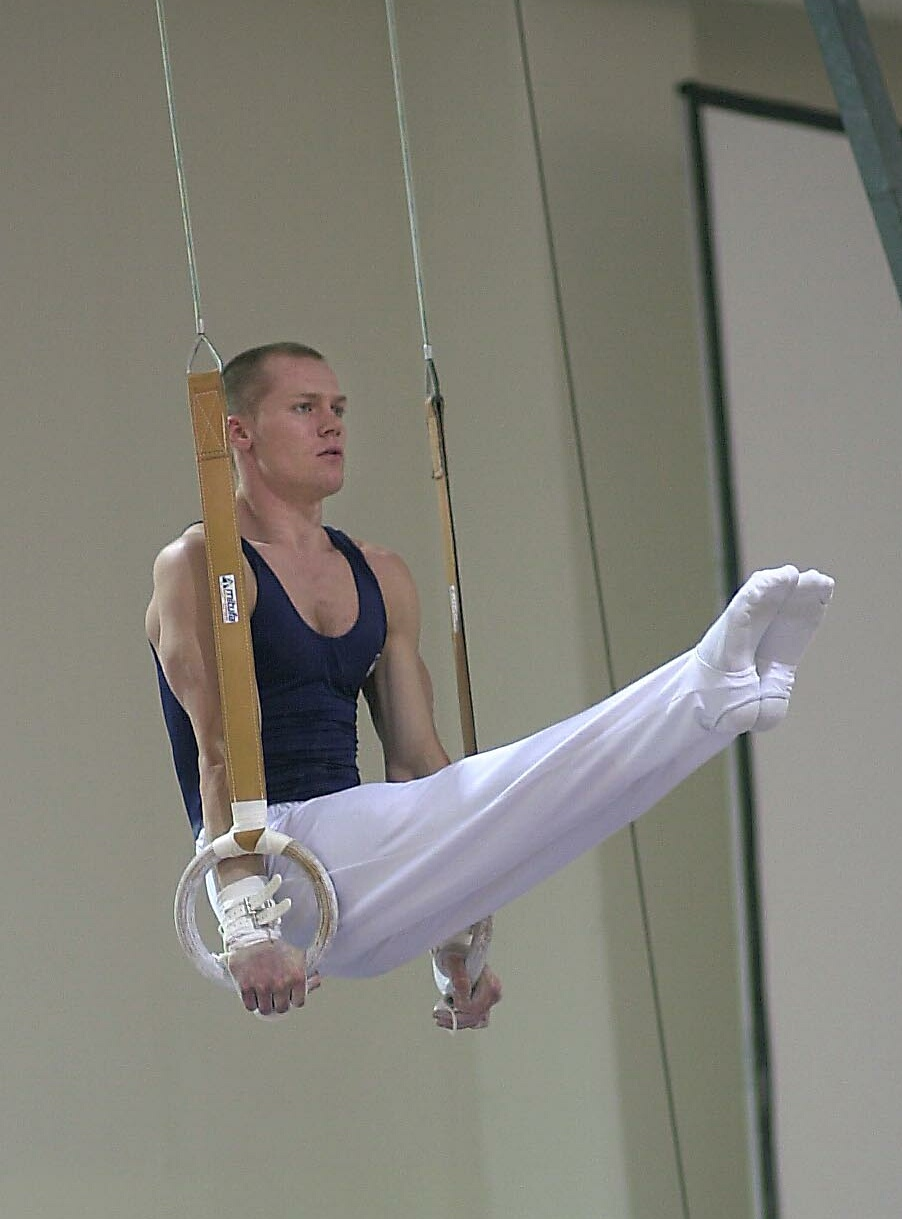
Anneaux.
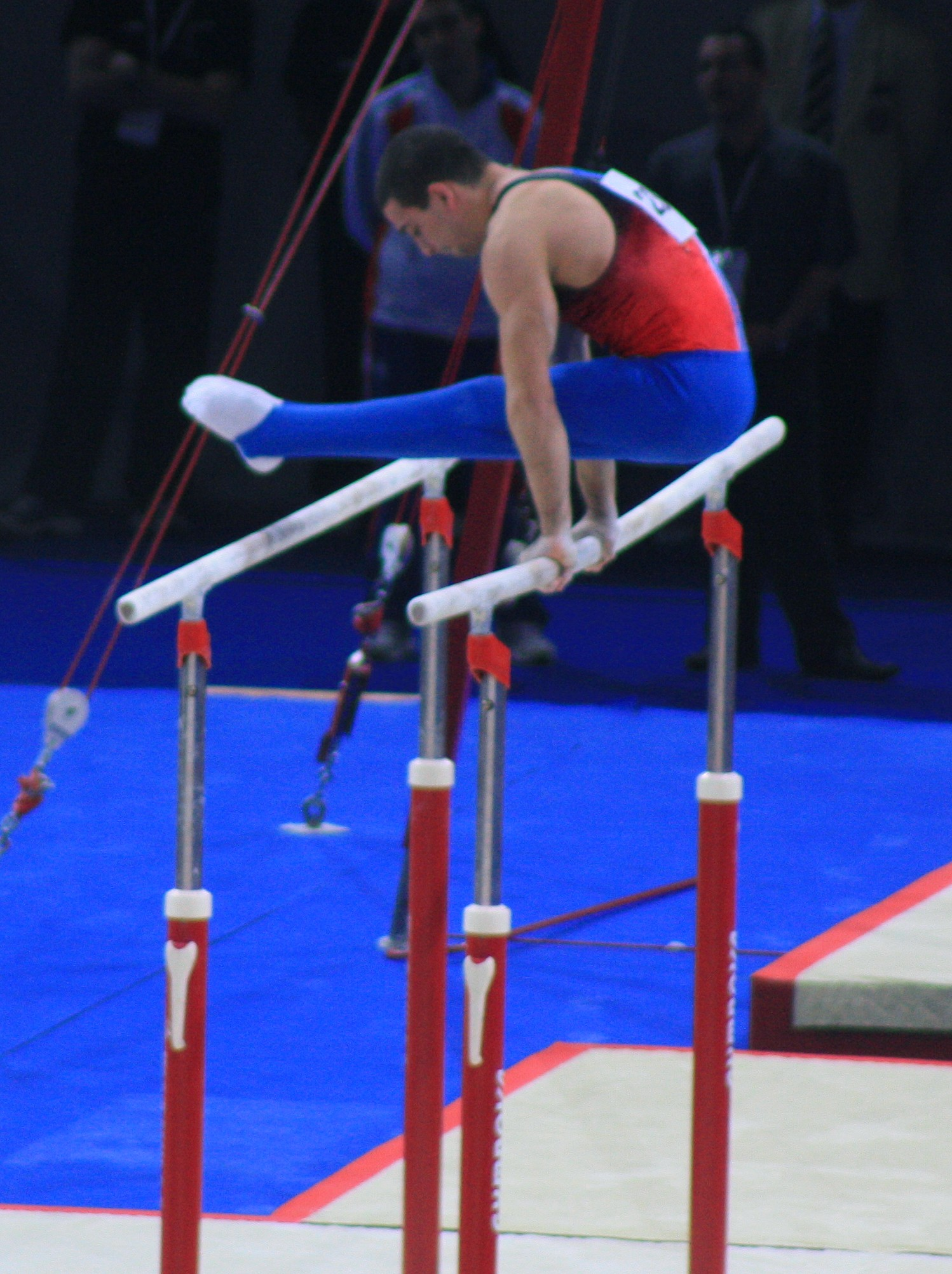
Barres parallèles.
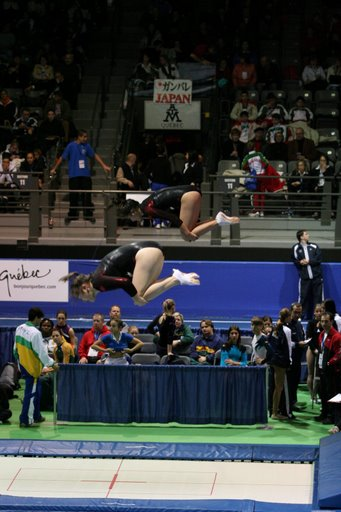
Trampoline.

## Équipements de gymnastique
La tenue est uniquement composée d'un justaucorps chez les filles (aussi appelé maillot de gymnastique) ; des pénalités s'appliquent lorsque celles-ci portent un short (aussi appelé cuissard) en compétition. De même, lors de la présentation de son mouvement artistique, la gymnaste recevra des pénalités si elle réajuste son justaucorps, ses cheveux. Les gymnastes féminines utilisent ce qu'on appelle le satien, une substance collante sous forme de spray, pour éviter que le justaucorps ne bouge pendant le mouvement.
Lors des Championnats d’Europe de Gymnastique de 2021 à Bâle, les gymnastes allemandes, à commencer par Sarah Voss, sont les premières à porter une combinaison intégrale (autorisée par la fédération internationale) à la place du justaucorps, avec pour objectif de lutter contre la sexualisation des corps,.
Pour les garçons, la tenue classique est composée de trois parties : un léotard (semblable à un justaucorps), un short et un sokol (sorte de pantalon très fin). Ce dernier ne doit pas être porté au sol ni au saut de cheval et comme pour le short chez les filles, des pénalités sont appliquées si celui-ci est porté.
Des maniques, composées d'une bande de cuir recouvrant la paume de la main, servent aux gymnastes sur trois agrès différents : les barres asymétriques, la barre fixe et les anneaux. Avant il est important de mettre des poignets (en tissu éponge) pour éviter tout frottement au niveau du cuir des maniques (aussi appelés en anglais handguards).